# Thomas Brussig
Thomas Brussig (uttal: ['brusiç]), född 19 december 1965 i Berlin, är en tysk författare och manusförfattare (för film och teater). Brussig växte upp i Östberlin, vilket tydligt har präglat hans författarskap. Flera av hans böcker har översatts till svenska.

## Biografi

### Bakgrund och genombrott
Brussig studerade sociologi och dramaturgi och livnärde sig länge med diverse tillfälliga arbeten. 1995 fick han dock ett stort genombrott som författare med skälmromanen Helden wie wir (1995, på svenska som Hjältar som vi). Boken presenterar den östtyska vardagen via en satirisk skildring där kontakter med Stasi, sex och en annorlunda bakgrund till Berlinmurens fall 1989. Fyra år senare blev boken även föremål för en framgångsrik filmatisering.

### Senare böcker
Vid sidan av romanskrivandet har Brussig skrivit en hel del direkt för filmduken. Hans manus till 1999 års Sonnenallee bearbetades därefter till roman av honom själv, under titeln Am kürzeren Ende der Sonnenallee (på svenska som På den kortare sidan av Sonnenallée). Här visas hur liv och kärleksrelationer kunde utvecklas för ett antal östtyska tonåringar i ett hus i Berlinmurens skugga. Även denna historia blandar fars och vemod.
I samma stil presenterade Brussig 2004 den 600 sidor långa Wie es leuchtet ('Som det lyser'). Den tar upp det mångskiftande panoramat under året efter murens fall (Die Wende).
Reportageboken Berliner Orgie ('Orgie i Berlin'), från 2007, har en helt annan inriktning och omgivning. I boken betraktar Brussig livet hos nattliga barer och bordeller i Tysklands huvudstad.
Under 00-talet minskade tyskarnas intresse för Die Wende-perioden, och Brussig ägnade sig åt annat skrivande. Hans stora återkomst som författare kom 2015 med Das gibts in keinem Russenfilm ('Det där finns inte ens på rysk film'), en satir över själva fenomenet ostalgi. Romanen skildrar en värld där DDR fortfarande existerar och där författaren "Thomas Brussig" når stora framgångar på grund av dålig konkurrens på det litterära fältet. Filmtiteln syftar på det östtyska talesättet om något anmärkningsvärt som inte ens finns på (rysk) film; den sovjetiska filmindustrin dominerade det dåtida östtyska bioutbudet.

### Film och teater
Annat manusförfattande av Brussig inkluderar det till tredje delen av Heimat (2004), tillsammans med Edgar Reitz, som ägnar sig åt den känsla av uppbrott och drömmar åren kring den tyska återföreningen 1989/1990. Även 2005 års NVA (i regi av Leander Haußmann) har manus av Thomas Brussig. 
Dessutom har Brussig arbetat med teater. Han skrev librettot till musikalen Hinterm Horizont (baserad på Udo Lindenbergs sånger); musikalen gick från 2011 till 2016 på Stage Theater vid Potsdamer Platz i Berlin. Brussigs roman Helden wie wir blev 1996 ett kammarspel på Deutsches Theater i Berlin, och fem år senare satte samma teater upp Brussigs monolog Leben bis Männer.